# 克勞斯 (加利福尼亞州)
克勞斯（英語：Claus）是位於美國加利福尼亞州斯坦尼斯洛斯縣的一個非建制地區。該地的面積和人口皆未知。

## 地理
克勞斯的座標為37°41′12″N 120°55′12″W / 37.68667°N 120.92000°W，而該地的平均海拔高度為48米（即159英尺）。